# 恆星大氣層

拍攝於1999年發生在法國的日全食。

恆星大氣層是恆星的最外層區域，位置在核心、輻射層和對流層之上，依照獨特的特徵可以分為數層：
- 光球層是大氣層的最底層，也是我們能觀察到的大氣層中溫度最低的一層[1]。來自恆星的光經由這一層從穿越更高的數層後，由恆星的表面逃逸入太空。太陽的光球層溫度為5700K到5,780 K范围[2][3]，星斑是光球層上受到磁場擾亂而溫度較低的區域[3]。

- 在光球層之上的是色球層，這一層開始時的溫度會下降，然後隨著高度上升逐漸增溫至光球層的10倍左右。

- 在色球層之上還有過渡區，在這裡溫度在約100公里的距離內迅速的增加至百萬K[4]。

- 在這之上就是恆星大氣層的外圍部份，是由非常稀薄但極端高溫(百萬K)的電漿構成的星冕[5]，過渡區和星冕是在主序帶上所有的恆星都有的外觀。但不是所有演化中的恆星都是如此，看起來只有一些巨星和極少數的超巨星才有星冕。在天體物理學中尚待待解決的問題是星冕是如何被加熱到如此高的溫度？答案可能在恆星的磁場上，但確切的機制依然還沒有被清楚了解[6]。

以太陽為例，當日全食之際，太陽的光球層被遮蔽時，大氣層中的其他層次便被顯露出來。在這種情況下，色球層呈現出略帶粉紅色的圓弧，而日冕（太陽的星冕）像裝了一簇纓球的光暈。在食雙星同樣的現象可以讓巨星的色球層可見。

## 参阅
- 塞西莉亞·佩恩-加波施金 - 首先提出了当前接受的恒星大氣層组成的天文学家。